# Bayelsa
Bayelsa je jeden ze 36 států Nigérie. Leží na jihu země v regionu South South. Jeho hlavním městem je Yenagoa. Vznikl v říjnu 1996 oddělením od státu Rivers, se kterým zároveň sousedí na východě. Na severu sousedí se státem Delta a na jeho jižním pobřeží leží Guinejský záliv. Z hlediska populace jde o nejmenší stát v zemi, když zde v roce 2024 žilo asi 3,7 milionu obyvatel. Významným zdrojem příjmů pro stát je ropný průmysl v zemi, přičemž ve státě se nachází největší ropná naleziště v zemi. Na pobřeží státu však v důsledku těžby často vznikají ropné skvrny.  